# 丽贝卡·吉拉尔迪
丽贝卡·吉拉尔迪（義大利語：Rebecca Ghilardi，1999年10月10日—），意大利花样滑冰运动员，2023年欧洲锦标赛双人滑银牌得主、2022年埃斯波大奖赛金牌得主、五次挑战系列赛奖牌得主。